# Stein en Willens
Het Hoogdijkbestuur van Stein en Willens was een waterschap in de gemeente Stein in de Nederlandse provincie Zuid-Holland, tegenwoordig valt het gebied onder Gouda en Haastrecht.
Het is niet duidelijk wanneer het dijkbestuur is opgericht, de oudste stukken in het archief van Rijnland dateren uit 1444, maar het is niet ondenkbaar dat het waterschap veel ouder is.